# Torre del Portal (l'Alguer)
La Torre del Portal, o Porta Reial, també anomenada Torre de Porta a Terra en època dels Savoia, és una torre de defensa situada a la plaça Porta a Terra, a l'Alguer, Sardenya. Era l'entrada principal de la ciutat emmurallada. Es tancava quan es feia fosc, i permetia l'entrada i la sortida de la ciutat per terra fins a finals dels segle xix, quan l'Alguer va ser desmilitaritzada.
Es va construir l'any 1500, formada per carreus ben tallats, en paredat. Estava presidida per un escut de pedra de la Corona d'Aragó, que actualment està a l'interior. Avui l'estructura acull un conjunt de serveis destinats a la presentació i valorització del patrimoni cultural de la ciutat, com la informació turística, l'organització de visites guiades i didàctiques al centre històric i a la zona.